# Dendrobates azureus
Espèce
Statut de conservation UICN

 LC  : Préoccupation mineure
Statut CITES
« Dendrobates azureus » est une variante morphologique de l'espèce Dendrobates tinctorius. Elle tient son nom de sa coloration bleu azur qui lui a apporté une grande popularité chez les herpétophiles amateurs. 

## Distribution
Elle est connue du nord de l'Amérique du Sud, notamment de la région Sipaliwini au Suriname.

## Description

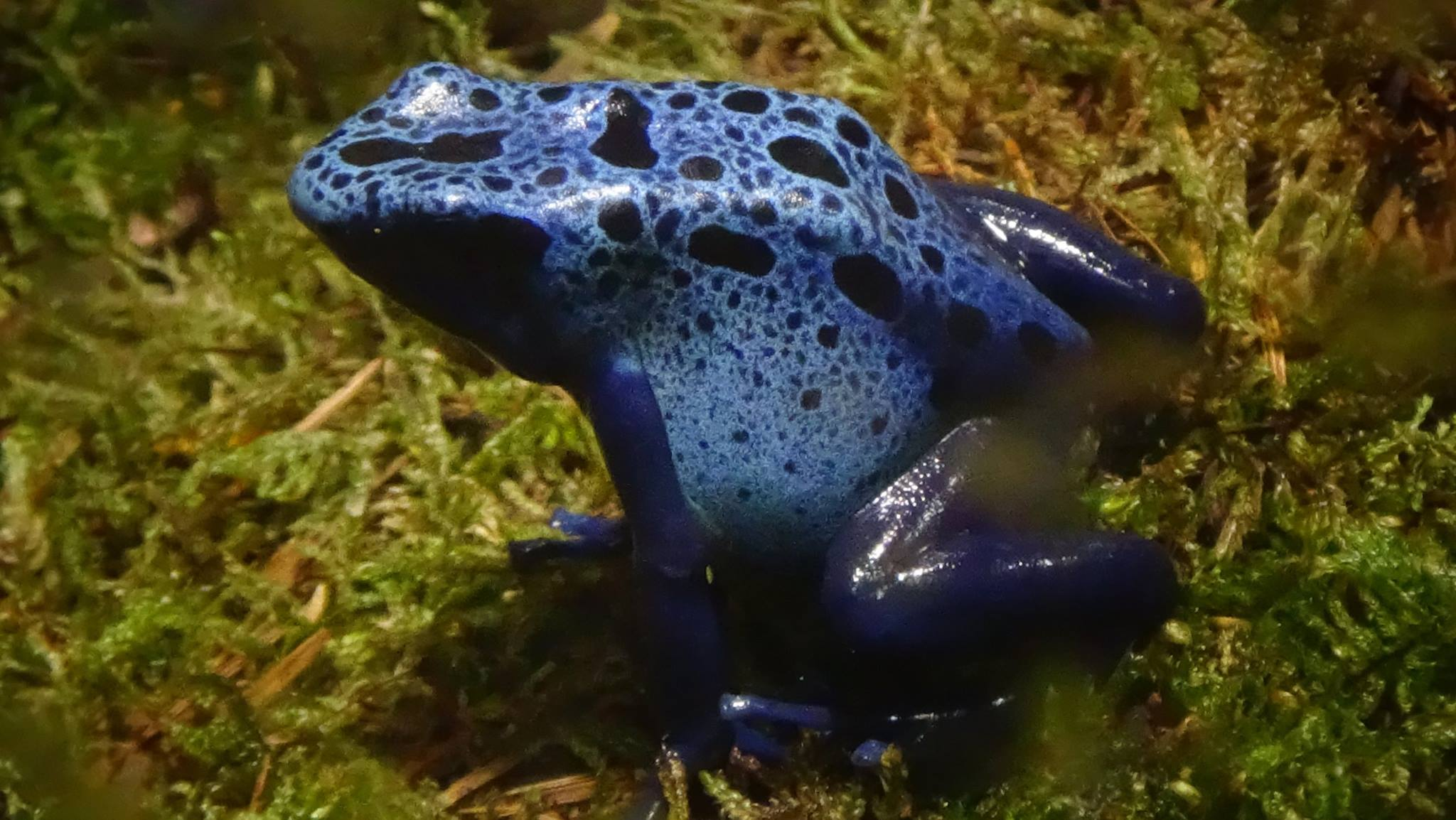
Dendrobates azureus Ménagerie du jardin des plantes de Paris.

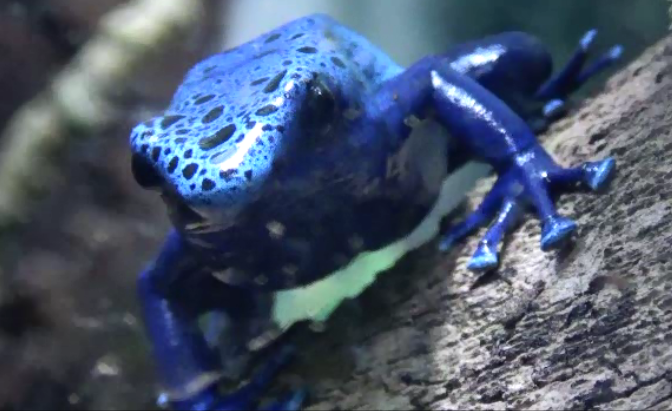
Drendobates tinctorius "azureus" - Dendrobate à tapirer "bleu"

C'est une grenouille de taille moyenne qui pèse environ 8 grammes et se développe à 3,0-4,5 cm de longueur. Les femelles sont plus grandes d'environ un demi-centimètre de plus que les mâles, mais leurs orteils sont plus grands. La grenouille a une durée de vie typique de cinq à sept ans dans la nature. Sa peau bleu vif, généralement plus sombre autour de ses membres et de l'estomac, sert d'avertissement aux prédateurs. Les glandes d'alcaloïdes toxiques situés dans la peau servent de mécanisme de défense pour les prédateurs potentiels. Ces poisons paralysent et parfois tuent le prédateur. Les taches noires sont uniques à chaque grenouille, permettant aux individus d'être identifiés. Cette espèce de grenouille a une posture bossue distinctive.
Chaque pied contient quatre doigts, qui ont chacun une pointe aplatie avec un tampon à ventouse utilisée pour la préhension. Les bouts des orteils chez les femelles sont ronds, tandis que les mâles ont des pointes en forme de cœur.
Comme presque toutes les grenouilles, l'apparence des têtards est très différente de celle des adultes. La queue mesure environ 6 mm, pour une longueur totale d'environ 10 mm. Ils n'ont pas de pattes et possèdent des branchies. Le passage à l'âge adulte se caractérise par une perte de la queue remplacée par quatre membres moteurs ainsi que la perte des branchies remplacées par des poumons. 

## Reproduction
La femelle dépose de deux à six œufs directement sur un sol mousseux et ce, une fois par année.

## Anecdote
- Dendrobates azureus est la mascotte d'Azureus, un client libre du protocole Bittorrent.
- Okopipi est la nouvelle version de Blue Frog (logiciel antispam de Blue Security).

## Référence
- Hoogmoed, 1969 : Notes on the herpetofauna of Surinam III. A new species of Dendrobates (Amphibia, Salientia, Dendrobatidae) from Surinam.  Zoologische Mededelingen Leiden, vol. 44, p. 133-141.